# Cobitis narentana
Cobitis narentana é uma espécie de peixe actinopterígeo da família Cobitidae.
Pode ser encontrada nos seguintes países: Bósnia e Herzegovina e Croácia.
Os seus habitats naturais são: rios, lagos de água doce, e marismas de água doce.
Esta espécie está ameaçada por perda de habitat.